# Ranzania japonica
Genre
Espèce
Classification phylogénétique
Ranzania japonica est une espèce de plantes à fleurs de la famille des Berberidaceae. C'est la seule espèce actuellement acceptée dans le genre Ranzania (monotypique).

## Répartition
Elle est originaire des forêts de montagnes du Honshu au Japon.

## Taxonomie
Le genre Ranzania est créé en l'honneur de Ono Ranzan, connu sous l'appellation de "Linnaeus japonais".

### Systématique
Basionyme : Podophyllum japonicum T.Ito ex Maxim., 1887

## Description
Les tiges charnues forment de petite colonies qui se développent à partir d'un rhizome souterrain. 